# アレクサンダー・ゲール
アレクサンダー・ゲール（英語: Alexander Goehr、1932年8月10日 - 2024年8月26日）は、ベルリン生まれのイギリスの現代音楽の作曲家、指導者。ハリソン・バートウィッスル、ピーター・マックスウェル・デイヴィスらと並んで、1950-1960年代に始まるイギリス現代音楽の発展に大きな影響を与えた。ケンブリッジ大学音楽学部名誉教授。

## 経歴

### 生い立ちから学生時代
1932年8月10日、作曲家で指揮者のワルター・ゲールとピアニストであった母の間にベルリンで生まれ、幼少のころ家族に連れられてイギリスに移住。父ワルターはシェーンベルクの門下生であり、マイケル・ティペットらともにイギリスの現代音楽の発展に寄与した人物である。王立マンチェスター音楽大学のリチャード・ホールのもとで学び、大学で知り合ったハリソン・バートウィッスル、ピーター・マックスウェル・デイヴィス、ジョン・オグドンらと「マンチェスター楽派」を結成し、頭角を現した。
1955-1956年、仏政府の奨学生として渡仏し、パリ音楽院でオリヴィエ・メシアン、イヴォンヌ・ロリオに師事した。このときの経験がその後の自身の発想に決定的な影響を与えたとゲールは語っている。初期の作品、1951年から52年にかけて書かれた《ピアノソナタ第2番》はメシアンに影響を受けつつも独特の十二音技法を駆使し、明快でリズムの変化に富み、ゲールの特徴を表している。1954年のダルムシュタット夏季現代音楽講習会でこの曲が演奏された後、1956年には《管弦楽のためのファンタジア》が初演された。

### イギリスへの帰国 1956-現在
イギリスに帰国後、セルゲイ・エイゼンシュテインの映画台本に刺激されてカンタータ「洪水」(The Dulge、1957年作品)を作曲し、1959年に初演される。ゲールは3幕からなるこの作品で、一貫性が保たれた厳格な構成の中に、人々を恐怖に陥れた天災などが刻銘に描かれた原本の情景を鮮やかに表現してみせ、世間の注目を集めることになった。この後、1960年から1968年までゲールは英国放送協会 (BBC)でコンサート音楽監督を務めている。
「洪水」の成功を受けて新たにカンタータの作曲がゲールに託されたが、完成した「サッターの黄金」(Sutter's Gold、1961年)は歌うのがとてつもなく難しいと歌手の間で不評を買い、リーズ音楽祭における公演も振るわず、評論家による酷評を受ける結果となった。
合唱指揮者ジョン・オールディスに励まされ、ゲールはその後も合唱曲の作曲を続けた。1962年に「2つの合唱曲」(Two Choruses)を作曲し、この作品で初めて取り入れた旋法的和声のセリエルが以後14年間にわたってゲールの作風の特色となる。
1964年にはバートウィッスル、デイビスと共同で「ウォーダー城夏季講習会」を創設。ゲールはこの頃からオペラも手がけるようになり、1966年には初のオペラArden Must Die (ドイツ語: Arden muß sterben)を発表し、さらにミュージカルTriptych(1968-1970年)を世に送り出した。マンチェスター楽派の中では最も伝統音楽に近く前衛からは遠いスタイルをとっているのも、かつての演奏家の無理解を回避した最終的な決断なのである。
2024年8月26日に死去。

## 指導歴
- サウサンプトン大学講師 (1970-1971)
- リーズ大学教授 (1971-1976)
- ケンブリッジ大学教授 (1976-1999 退官、名誉教授)

## 作品
- 1951: Songs of Babel
- 1952: Sonata for piano Op. 2
- 1954: Fantasias for cl. and piano Op. 3
- 1957: Capriccio for piano, op.6
- 1957-8: The Deluge, op. 7
- 1959: Variations for flute and piano, op.8; Four Songs from the Japanese, op.9; Sutter's Gold, op.10
- 1956-57: String Quartet No. 1
- 1959-61: Hecuba's Lament, op.12
- 1961: Suite, op.11
- 1961-2: Violin Concerto, op.13
- 1962: Two Choruses, op.14
- 1963: Virtutes, a cycle of nine songs and melodramas, Little Symphony, op.15; Little Music for Strings, op.16
- 1964: Five Poems and an Epigram of William Blake, op.17; Three Pieces for Piano, op.18
- 1965: Pastorals, op.19
- 1966: Piano Trio, op.20; Arden Muss Sterben (Opera) Op. 21
- 1966-67: Warngedichte (for Mezzo and piano) Op. 22
- 1967: Three Pieces from Arden must Die Op. 21a; String Quartet No. 2, op.23
- 1968: Romanza for cello and orchestra, op.24; Naboth's Vineyard, op.25
- 1969: Konzertstück, op.26; Nonomiya, op.27; Paraphrase for clarinet, op.28; Symphony in One Movement, op.29
- 1970: Shadowplay, op.30; Concerto for Eleven, op.32
- 1971: Sonata about Jerusalem, op.31
- 1972: Piano Concerto, op.33
- 1973-4: Chaconne for Wind, op.34
- 1975?: Lyric Pieces, op.35; Metamorphosis/Dance, op.36
- 1976: String Quartet No. 3, op.37; Psalm IV, op.38a; Fugue on the Notes of Psalm IV, op.38b
- 1977: Romanza on the Notes of Psalm IV, op.38c
- 1979: Babylon the Great is Fallen (cantata) op.40; Chaconne for organ, op.34a; Das Gesetz der Quadrille, op.41; Sinfonia, op.42
- 1981: Deux Etudes, op.43; Behold the Sun (dramatic scena), op.44a
- 1985: Behold the Sun (Opera), ...a musical offering (J.S.B. 1985)... op.46; Two Imitations of Baudelaire, op.47
- 1986: Symphony with Chaconne, op.48
- 1988: Eve Dreams in Paradise, op.49; ...in real time, op.50
- 1990: Sing Ariel, op.51; String Quartet No. 4, op.52
- 1992: The Death of Moses (cantata) op.53; Colossos or Panic for orchestra op.55
- 1993: The mouse metamorphosed into a maid for unaccompanied voice, op. 54
- 1995: Arianna, op. 58
- 1996: Schlussgesang for orchestra op.61; Quintet "Five objects Darkly", op.62
- 1996: Three Songs op.60
- 1997: Idées Fixes for ensemble op.63; Sur terre, en l'air, op.64
- 1999: Kantan and Damask Drum
- 2000: Piano Quintet, op. 69; Suite op.70
- 2002: ...a second musical offering, op.71; ...around Stravinsky, op.72; Symmetry Disorders Reach for piano, op. 73
- 2003: Marching to Carcassonne, op.74; Adagio (Autoporträt), op.75
- 2004: Dark Days, op.76
- 2005: Fantasie, op.77
- 2006: Broken Lute, op.78
- 2008: Since Brass, nor Stone...fantasy for string quartet and percussion op. 80; manere, duo for clarinet and violin op. 81; Overture for ensemble, op. 82
- 2008-9: Promised End, opera in twenty-four preludes (scenes) to words from Shakespeare's King Lear, op. 83
- 2009: Broken Psalm for mixed choir (SATB) and organ, op. 84
- 2010: Turmmusik (Tower Music) for two clarinets, brass and strings with baritone solo, op. 85
- 2011: When Adam Fell for orchestra

## 著作
- Puffett, Derrick; Goehr, Alexander (1998). Finding the key: selected writings of Alexander Goehr. London: Faber. ISBN 0-571-19310-2 (著作選集)

## 弟子
- トーマス・アデス
- ジョージ・ベンジャミン
- 陳怡（チェン・イー）
- 葉小鋼（イー・シャオガン、作曲家、中華人民共和国）
- ほか多数